# Villanueva (Casanare)
Pour les articles homonymes, voir Villanueva.
Villanueva est une municipalité située dans le département de Casanare, en Colombie.